# Antony Kok
Antony Kok (ur. 18 kwietnia 1882 w Rotterdamie, zm. 29 października 1969 w Haarlemie) – holenderski pisarz i poeta eksperymentalny, twórca poezji dźwiękowej związany z ugrupowaniem artystycznym De Stijl i współzałożyciel czasopisma o tej samie nazwie.

## Życiorys
Antony Kok urodził się 18 kwietnia 1882 roku w Rotterdamie jako syn Pietera Koka, pracownika holenderskich kolei państwowych, i Sophii Hagen . Dzieciństwo spędził w Maasbree w Limburgii . Po skończeniu szkoły średniej w 1899 roku rozpoczął pracę w kolejach państwowych jako telegrafista w ’s-Hertogenbosch, a następnie w Oisterwijk . W 1908 roku został przeniesiony do Tilburga .

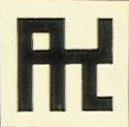
Mongram Koka projektu Theo van Doesburga, ok. 1919

W 1914 roku Kok zaprzyjaźnił się z amsterdamskim pisarzem i malarzem Theo van Doesburgiem (1883–1931) . W 1915 roku zorganizowali wspólnie dwa wieczory artystyczne Soirée Intime – van Doesburg recytował poezje, a Kok grał na fortepianie . Pod wpływem van Doesburga, Kok zaczął eksperymentować z poezją dźwiękową . Wówczas również zaczęli snuć plany założenia czasopisma poświęconego współczesnym sztukom wizualnym i literaturze .
Kok zadebiutował w 1917 roku wierszem „Excelsior”, który został opublikowany w magazynie „Eenheid”, który zamieścił jego kolejne utwory „De Rozelaar” (1917) i „Gods Light” (1918) . W 1917 roku magazyn „Holland Express” wydrukował również eksperymentalny wiersz Koka – „De Wisselwachter” .
Czasopismo van Doesburga i Koka – De Stijl – powstało w 1917 roku z udziałem malarzy Vilmosa Huszára (1884–1960), Barta van der Lecka (1876–1958) i Pieta Mondriana (1872–1944) oraz architektów J. J. P. Ouda (1890–1963) i Jana Wilsa (1891–1972) . De Stijl publikował liczne artykuły Koka o sztuce, m.in. „Scheppen” (1918), „Denkextracten. Over organische schoonheid en Kunst en ontroering. Synthetische analyse” (1919) .
W 1917 roku van Doesburg i Mondrian założyli również ugrupowanie artystyczne skupiające artystów abstrakcyjnych reprezentujących neoplastycyzm – nowy kierunek w sztuce, stworzony w latach 20. XX w. przez Mondriana, charakteryzujący się użyciem linii pionowych i poziomych, które nachodząc na siebie, dzieliły płaszczyzny na kwadraty i prostokąty, oraz stosowaniem trzech barw podstawowych (żółtej, niebieskiej i czerwonej) i trzech tzw. nie-kolorów (czerni, bieli i szarości) . Nazwa ugrupowania – De Stijl – pochodzi od tytułu czasopisma . W listopadzie 1918 roku Kok podpisał manifest ruchu De Stijl.
W czasopiśmie De Stijl ukazały się jedynie dwa wiersze Koka: „Stilte + stem (Vers in W)” (1921) i „Nachtkroeg” (1923), które w większości składały się ze słów symulujących dźwięki . Obydwa zostały uznane przez van Doesburga i niemieckiego dadaistę Kurta Schwittersa (1887–1948) za ważny wkład w odnowę poezji . W 1923 pod wpływem Schwittersa, Kok napisał wiele wierszy dadaistycznych, które zostały opublikowane dopiero po śmierci poety .
Grupa De Stijl rozpadła się po śmierci van Doesburga w 1931 roku, a czasopismo De Stijl zostało zamknięte . W 1932 roku Kok zamieścił w De Stijl swój ostatni artykuł „In memoriam” .
Po śmierci van Doesburga Kok rzadko pisał wiersze – całkowicie poświęcił się pisaniu aforyzmów, których stworzył tysiące, nigdy ich nie publikując .
W 1942 roku Kok zrezygnował z pracy w kolejach państwowych . Zainteresował się spirytyzmem i filozofią i w 1946 roku dołączył do ruchu „De Rozekruisers” . W 1952 roku przeprowadził się do Haarlemu, gdzie spotkał malarza Keesa Verweya (1900–1995), który wykonał jego czterdzieści portretów .
Kok zmarł 29 października 1969 roku w Haarlemie .